# Clonk
Clonk — серия компьютерных игр, разработанная немецкой компанией Redwolf Design. Игра сочетает в себе жанры экшена, RTS и платформера. Игры серии традиционно выпускаются как Shareware; старые версии стали доступны как Freeware. Используя комплексный режим разработчика, опытные игроки могут создавать свои собственные модификации или расширения игры.

## Содержание

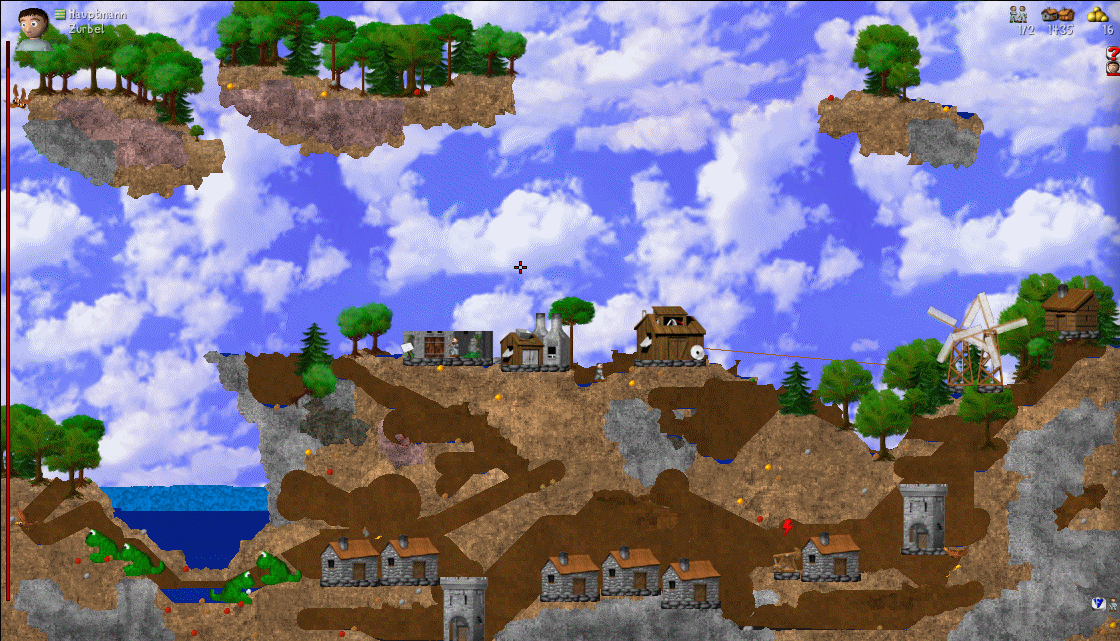
Скриншот раунда игры в Clonk Endeavour

В Clonk-е, игрок управляет небольшими гуманоидами (клонками) в двухмерном, динамически изменяемом мире. Клонки взаимодействуют с окружающим их миром, животными, погодой, зданиями и объектами.
Игра доступная как в одиночном, так и в мультиплеерном режиме. Последний также делится на два вида: разделённый экран и сражение по сети. Четыре различные настройки клавиатуры, в сочетании с возможностью использования мыши и двух геймпадов, в результате, позволяют играть до шести игрокам на одном компьютере.
Цели игры зависят от сценария, который может быть схваткой, в которой игроки сражаются друг с другом, стратегическим сценарием, командной осадой или кооперативной миссией.

## Расширения
Несколько расширений:
- Рыцари (англ. Knights): средневековый пак, в котором рыцари сражаются друг с другом топорами, мечами и луками, пешком или на лошади. Замки могут быть построены с помощью модульной системы замков. Также имеются некоторые средневековые отрасли экономики.
- Hazard: футуристический пак, в котором клонки борются с инопланетянами или другими клонками с использованием различных видов оружия, таких как HM, ракеты, звуковые пушки, пушки-уменьшители и такое простое оружие как фазеры. Этот пак был первоначально выпущен для Clonk Planet и был переделан для Clonk Rage.
- Далёкие миры (англ. Far worlds): Три сценария(глубокое море, джунгли и Арктика), в которых клонки живут в неблагоприятных районах, где само выживание является непростой задачей. Из трёх этих сценариев Арктика является наиболее сложной, требующей клонкам есть пищу регулярно и постоянно помня о холоде, чтобы избежать смерти.
- Големы (англ. Golems): Маги-клонки получили возможность превращать статуи в големов Первоначально были золотой голем, каменный голем, и снежный голем, каждый со своими различными умениями, но затем игроки добавили несколько новых големов, например огненного голема.
- Fantasy: Драконы, магия, приключения и многое другое. Это расширение добавляет новые заклинания к текущий магической системе.
- Western: Ковбои, индейцы и всё что с ними связано. Этот пак был первоначально создан для дизайнерского конкурса, но потом был переделан в официальное расширение.

## Разработка расширений
С момента выхода Clonk Planet, каждый зарегистрированный игрок может начать разработку своего собственного содержимого используя интегрированный режим разработчика. Можно добавлять новые объекты (такие как оружие, здания и т. д.), сценарии или паки, такие, как официальные расширения.

## История
- Игры для MS-DOS
  - 1994 — Clonk 1
  - 1994 — Clonk 2 Debakel
  - 1995 — Clonk APE 
(Advanced Player Edition)
  - 1996 — Clonk 3 Radikal
- Игры для Windows
  - 1998 — Clonk 4
  - 1999 — Clonk Planet
  - 2004 — Clonk Endeavour
- Кросс-платформенные 
(Windows, Linux, Mac OS)
  - 2008 — Clonk Rage

Начиная с 2001 года, Redwolf Design прекратили разработку Clonk Planet и приступили к разработке Clonk Extreme. Был выпущен исходный код движка Clonk Planet, и это привлекло команду игроков, которые разработали Clonk Planet GWE. В рамках этого фанатского проекта, были реализованы некоторые возможности, которых очень не хватало, например, большая редактируемость и современная 32-битная графика.
Позднее, в 2003 году Redwolf Design возродили серию сотрудничая с командой GWE и создали следующую официальную игру серии Clonk называемую «Clonk Endeavour». Новый Clonk получил достаточное количество внимание, когда он был представлен на Games Convention в Лейпциге, и выиграл конкурс новичков, проводимый GIGA TV.
Развитие продолжается, и были разработаны несколько расширений, таких, как новая сетевая архитектура для более быстрой игры через интернет и полноэкранное меню. Развитие привело к новому сиквелу Clonk Rage, который стал официальной версией. Его предшественник, Clonk Endeavour стал бесплатным через несколько дней.
Другая цель в области развития названа «Clonk Extreme» — коротко «ClonkX», которая должна превратить Clonk в 3D-игру. Это также первая игра из серии, в которой нельзя копать. Развитие шло медленно, и только в начале альфа-версий, были выложены скриншоты и видео. Было объявлено о дате релиза Clonk Extreme в 2050 году, но это оказалась первоапрельская шутка. Однако, после того как лидер Redwolf Design Маттес Бендер объявил, что он будет работать над другими проектами, Clonk Extreme был заморожен без вероятности дальнейшего развития.

## OpenClonk
OpenClonk является в настоящее время незавершенным проектом с открытым кодом, разрабатываемый как сообществом энтузиастов так и бывшими разработчиками Clonk. OpenClonk будет использовать сильно модифицированную версию движка Clonk Rage, и будет первой игрой, не поддерживающей обратную совместимость с предыдущими пакетами расширений, и не будет официально разрабатываться в Redwolf Design. Поскольку требование для обратной совместимости были убраны, много новых функций было запланировано для OpenClonk. Некоторые функции включают 3D-графику, полигональный мир, традиционное управление Run & Gun и масштабирования камеры. Хотя OpenClonk будет поддерживать 3D-графику, игровой мир останется 2D-платформером.